# Llista de rellotgers
Aquesta llista cronològica de rellotgers famosos és una llista dels qui van influir en el desenvolupament de l'horologia o que van tenir reconeixement per les seves creacions. La llista està ordenada per les dates de vida-mort dels rellotgers.

## Fins al 1400
- Amemhet (1555–1505 BC), enginyer i comptable egipci, clepsidra.
- Ctesibi (Segle III aC), enginyer grec, rellotge d'aigua amb manetes i dial.
- Andronikos de Kyrrhos (segle I aC), enginyer grec, clepsidra i rellotge de sol.
- Zhang Heng (78–139), inventor i matemàtic xinès, clepsidra amb reserva extra.
- Yin Gui (Segle VI dC), enginyer xinès, clepsidra amb nivell d'aigua constant.
- Geng Xun (Segle VII dC), enginyer xinès, clepsidra balancejada.
- Yuwen Kai (segle vii), enginyer xinès, clepsidra balancejada.
- Yi Xing (683–727), enginyer i budista xinès, rellotge astronòmic.
- Zhang Sixun (Segle X dC), enginyer xinès, clepsidra amb roda hidràulica.
- Su Song (segle XI dC), enginyer xinès, clepsidra amb roda hidràulica i cadell.
- Al-Dschazarī, enginyer àrab i autor del segle xii, rellotge d'elefant.
- Richard de Wallingford (1292–1336), matemàtic anglès, astrònom i abat, Wallingford, Oxfordshire, rellotge astronòmic d'Abbey St Albans.
- Jacopo de Dondi (1293–1359), astrònom italià i rellotger, Pàdua, rellotge astronòmic de Palazzo del Capitanio.
- Giovanni de Dondi (1318–1389), italià savant i professor, Milà, astrarium.
- Nicolaus Lillienveld (1350/1365–1418/1435), rellotger i enginyer alemany, Rostock, rellotge astronòmic de l'església St. Nicholas a Stralsund.
- Mikuláš z Kadaně (1350–1420), rellotger i mecànica txec, Praga, rellotge astronòmic.

## 1400–1500
- Frare Paulus Almanus (cap al 1475), rellotger agustí alemany, Augsburg, primer dibuix del foliot.
- Jakob Zech (? –1540), rellotger bohemi, Praga, rellotges de taula.
- Julien Coudrey (o Couldray) (? -1530), rellotger francès, París, rellotger reial de Lluís XI de França i Francesc I de França, rellotge de mànec de ràpel.
- Peter Henlein (aproximadament 1479-1542), serraller alemany, Nürnberg, rellotges i rellotges portàtils.
- Nicolaus Kratzer (1487 - finals del 1550), matemàtic i astrònom alemany, Múnic, astrònom real d'Enric VIII d'Anglaterra, rellotge de sol.
- Laurentius Liechti (aproximadament 1489-1545), rellotger suís, Winterthur, fundador de la dinastia de rellotgers Liechti.
- Hans Luterer (aproximadament 1489-1548), rellotger alemany i suís, Friburg de Brisgòvia, rellotges de torreta.
- Kaspar Brunner (? –1561), mecànic suís, Berna, Zytglogge.

## 1500–1600

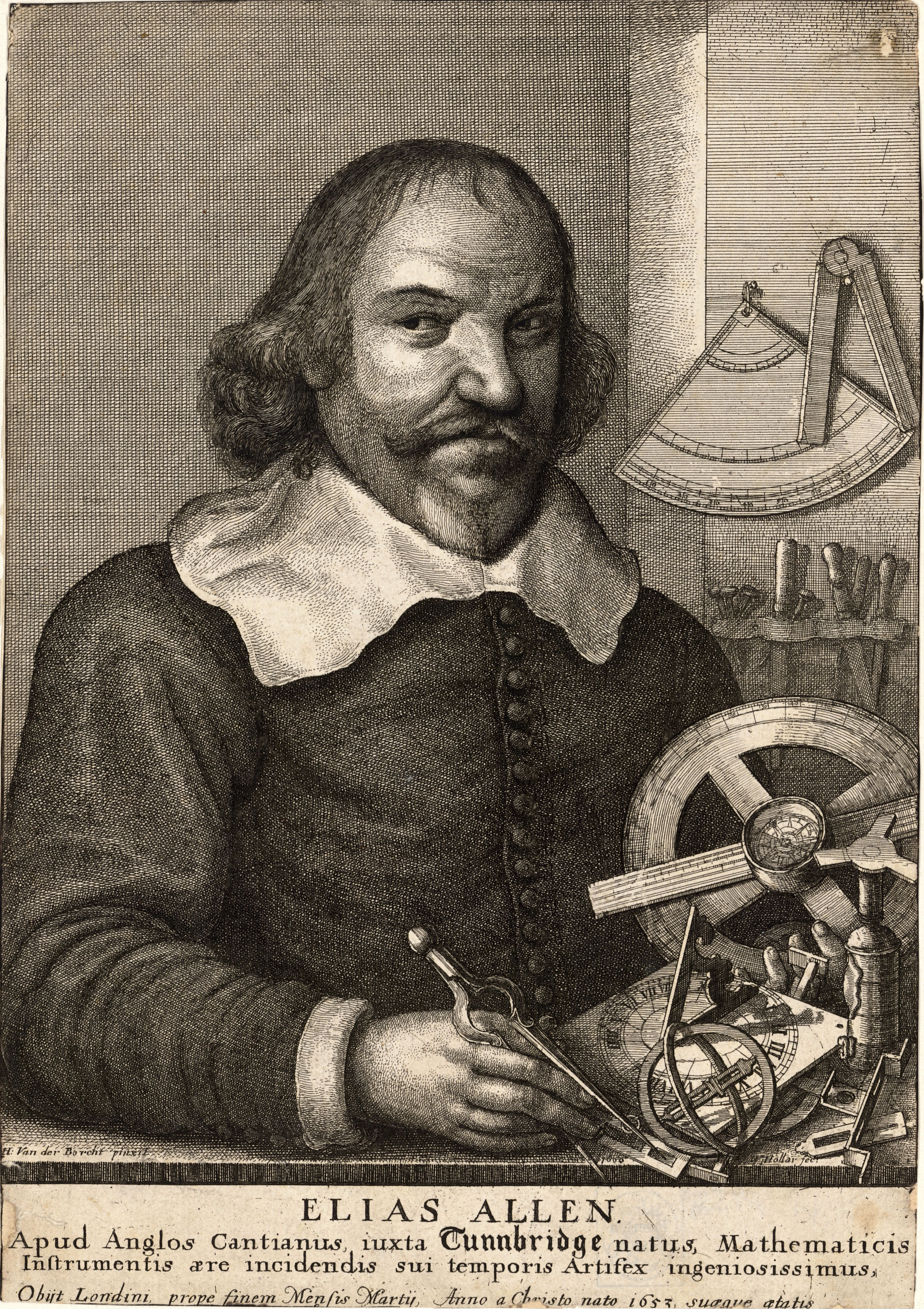
Elias Allen (1588–1653)

- Jan Táborský z Klokotské Hory (1500-1572), astrònom i mecànic txec, Praga, rellotge astronòmic de Praga.
- Juanelo Turriano (aproximadament entre 1500 i 1585), rellotger espanyol de la cort, Toledo, rellotge astronòmic, restaurador de l'astrari de Giovanni Dondi.
- Ulrich Schniepp (? –1588), rellotger alemany, Múnic, rellotges de sol, rellotger de la cort.
- Taqí-d-Din (1526-1585), rellotger otomà, Istanbul, rellotges astronòmics i instruments, rellotge despertador, rellotge de butxaca.
- Bartolomé Newsam (? –1593); rellotger anglès, Londres, rellotger reial d'Elisabeth I d'Anglaterra.
- Ebert Baldewein (1525-1593), astrònom alemany, Kassel, Wilhelmsuhr, Planetenlaufuhr.
- Erhard Liechti (c. 1530-1591), rellotger suís, Winterthur.
- Jeremias Metzker (1530 - c. 1592), rellotger alemany, Augsburg, rellotges astronòmics.
- Hans Gruber (1530-1597), rellotger alemany, Nürnberg, rellotges de taula, rellotges de l'avi.
- Christoph Schißler (1530-1608), rellotger alemany, Augsburg, rellotge de sol, astrolabi.
- Nicolas Urseau (1531-1568), rellotger francès de Londres, rellotger de la cort des d'Edouard VI d'Anglaterra fins a Isabel I d'Anglaterra.
- Nicolas Urseau (? –1590), rellotger anglès, Londres, rellotger de la cort d'Elisabeth I d'Anglaterra.
- Erasmus Habermehl (c. 1538-1606), rellotger, Praga, instruments astronòmics i geodèsics.
- Isaac Habrecht (1544-1620), rellotger suís, Schaffhausen, rellotge astronòmic del Straßburger Münster.
- Georg Roll (1546-1592), rellotger alemany, Augsburg, Globusuhren.
- Christoph Trechsler (1546-1624), fabricant d'instruments alemany, Dresden, rellotge de sol.
- Hans Schlothaim (1546-1625), rellotger alemany, Augsburg, rellotges automàtics.
- Moritz Behaim (c. 1550), rellotger austríac de Viena, rellotger de la cort.
- Johann Reinhold (1550-1596), rellotger alemany, Augsburg, astrolabi, rellotges de taula.
- Jost Bürgi (1552-1632), rellotger i constructor d'instruments alemany, Kassel, astrònom.
- Josias Habrecht (1552-1575), rellotger suís, Schaffhausen, rellotge astronòmic del Straßburger Münster.
- Hans Leo Haßler (1564-1612), compositor i rellotger alemany, Nürnberg, capses de música.
- Andreas Utzmüller (c. 1580), rellotger alemany, Bamberg, rellotge amb figuretes autòmates.
- Leonhardt Miller (abans de 1580 - c. 1652), rellotger alemany, Nürnberg, rellotge de sol.
- Randolph Bull (1582-1617), rellotger anglès, Londres, rellotger de la cort.
- Daniel Scheyrer (1582–1662), rellotger austríac, Viena.
- Elias Allen (1588–1653), (C. C.), rellotger anglès, Londres, rellotge de sol.
- Anthoine Arlaud (c. 1590–?), rellotger francès, Ginebra, rellotges creuats i rellotges de butxaca astronòmics.
- Jean Vallier (? –1649), rellotger francès, Lió, rellotges amb formes, rellotges penjants
- David Ramsey (c. 1590-1654), rellotger anglès, Londres, rellotger de la cort, rellotge de butxaca.
- Christoph Margraf (c. 1595), rellotger alemany, Augsburg, rellotger de la cort de Wien, rellotge de bola rodant.
- Jacques Sermand (1595-1651), rellotger suís, Ginebra, rellotges amb forma, rellotges crucifix.
- Johannes Sayler (1597-1668), rellotger alemany, Ulm, rellotge de boles rodants, rellotges de torreta, rellotges de taula.
- Nicolas Lemaindre (1598–1652), rellotger francès, Blois, rellotger de la cort.
- Jost Bodeker von Wartbergh, vicari alemany, Osnabrück. rellotge artesà amb un pèndol centrífug (1578 a 1587).

## 1600–1700

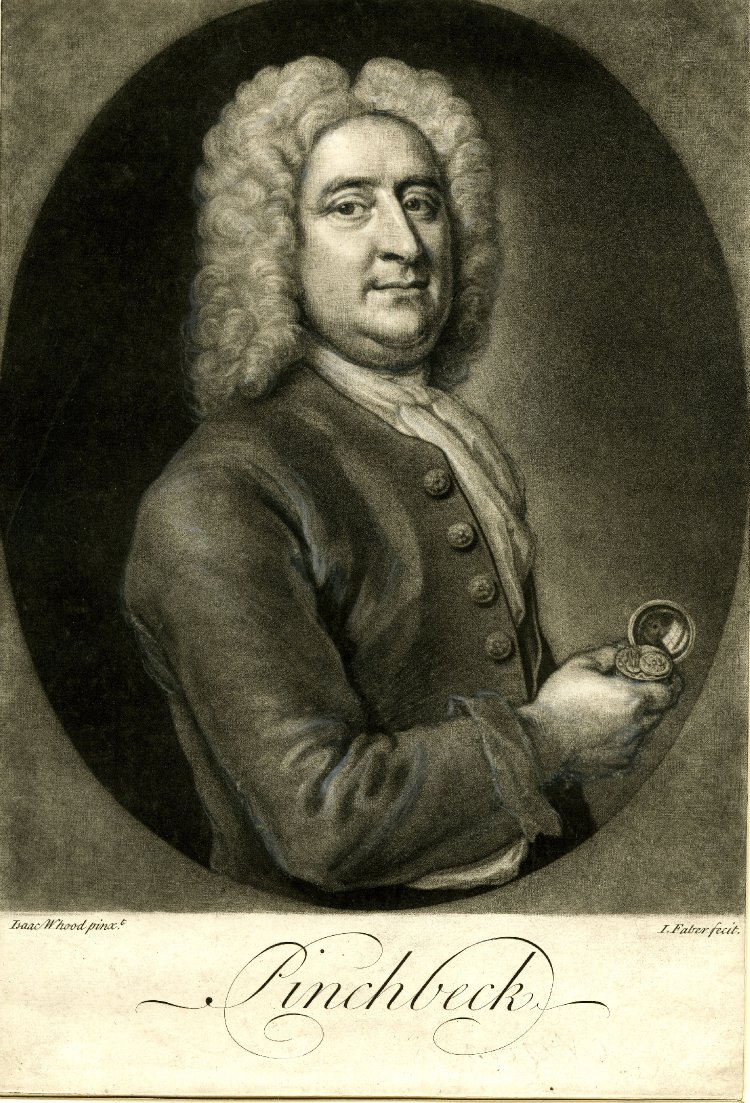
Christopher Pinchbeck (1670–1732)

- Heinrich Gebhardt (1602-1661), rellotger alemany, Straßburg, rellotge astronòmic.
- Wolfgang Hager (1602-1674), rellotger alemany, Arnstadt.
- Jean Rousseau (1606-1684), rellotger suís de Ginebra, rellotge de butxaca.
- Ahasuerus Fromanteel (1607-1693), rellotger holandès, Londres i Amsterdam, rellotges de pèndola.
- Egbert Jans van Leeuwarden (1608-1674), rellotger holandès, Utrecht.
- Edward East (bl. 1610-1693), (C. & C.), rellotger anglès, Londres, cofundador de la Worshipful Company of Clockmakers, rellotger de la cort.
- David Ramsay (bl. 1613–1651), (primer mestre del C. C.), rellotger escocès, Londres, rellotger de la cort de Jakob I i Karl I.
- Salomon Coster (1622–1659), rellotger holandès, La Haia, primer rellotge de pèndola com Christiaan Huygens.
- Albrecht Erb (1628-1714), rellotger austríac, Viena, rellotger de la cort, rellotge astronòmic.
- Isaac Thuret (? –1706), rellotger francès, París, rellotger de la cort.
- Nathaniel Barrow (? –1699), (C. C.), rellotger anglès, Londres, Master of the Worshipful Company of Clockmakers.
- David Bouquet (1632–?), rellotger francès, rellotges de butxaca.
- Edward Barlow (1636-1716), rellotger anglès, carilló de cadell amb repetidor.
- William Clement (1638–1704), rellotger anglès, Londres, Clement escapement.
- Thomas Tompion (1639–1713), (C. & C.), rellotger anglès, Londres, Master of the Worshipful Company of Clockmakers.
- Joseph Knibb (1640-1711), rellotger anglès, Londres, rellotges.
- Johann Martin (1642–1721), rellotger alemany, Augsburg, rellotges de butxaca, rellotges de sol i rellotges de taula.
- Jean de Hautefeuille (1647-1724), metge i inventor francès d'Orléans, volant regulador.
- Simon Lachez (1648-1723), rellotger holandès, Utrecht, mestre del gremi.
- Daniel Quare (1648–1724), (C. C.), rellotger anglès, Londres, Master of the Worshipful Company of Clockmakers, moviment de repetició.
- Joseph Norris (1650 - després de 1700), rellotger anglès, Londres, rellotge de caixa alta, rellotges de taula.
- Johann Willebrand (1658-1726), rellotger alemany, Augsburg, rellotge, rellotge de sol.
- Franz Ludwig Stadlin (1658-1740), jesuïta suís, rellotger reial de la cort de la Xina.
- George Etherington (? 1660-1728), (C. <span typeof="mw:Entity" id="mwAas">&nbsp;</span> C.), rellotger anglès, York, Londres, Master of the Worshipful Company of Clockmakers.
- Matthias Ernst (1663–1714), rellotger alemany, Ulm. Rellotger de la ciutat Ulm, rellotge de caixa alta.
- Nicolas Fatio de Duillier (1664-1753), matemàtic suís, Duillier, rubí perforat.
- Bernardo Facini (1665-1731), astrònom, matemàtic i fabricant d'instruments italians a Venècia, rellotge Farnasian
- Jacques Thuret (1669–1738), rellotger francès, París, rellotger de la cort Lluís XIV de França.
- Christopher Pinchbeck (1670-1732), rellotger anglès, Londres.
- Simon Dilger (1671-1750), rellotger alemany, Schollach, rellotge Waag, mestre.
- George Graham (1673–1751), rellotger anglès, Londres.
- Franz Ketterer (1676-1749), rellotger alemany, Schönwald im Schwarzwald, rellotge de cucut.
- Benjamin Gray (1676-1764), rellotger anglès. Londres, rellotger de la cort de George II.
- Franz Xaver Bovius (1677-1725), sacerdot alemany i fabricant de rellotge solar, Eichstätt.
- Jean Dutertre (1684-1734), rellotger francès, París, doble escapament.
- Johannes Klein (1684-1762), matemàtic, astrònom i mecànic txec, Praga, rellotge astronòmic i instruments del Clementinum.
- Julien Le Roy (1686–1759), rellotger francès de la cort Lluís XV de França, París, rellotge de butxaca, introducció de l'embornal d'oli.
- Martin Schipani (1693-1759), rellotger alemany, Würzburg.
- Jehan-Jacques Blancpain (1693-?) Rellotger suís, Villeret. Fundador de l'empresa de rellotges Blancpain.
- John Harrison (1693-1776) fuster anglès i rellotger autodidacte, Londres, cronòmetre.
- Johann Jacob Möllinger (1695–1763), rellotger alemany, Neustadt an der Weinstraße, el rellotger privilegiat Palatinat.
- Johann Delucca (1697-1753), rellotger austríac, Viena, rellotges de caixa alta, rellotges de transport.
- Henry Bridges (1697–1754), arquitecte i rellotger, rector anglès, Abadia de Waltham, Monumentaluhr Microsocm
- Étienne LeNoir (1699-1778), rellotger a París, mestre des de 1717.

## 1700–1800[3]

### 1700–1750
- John Jefferys (1701–1754), (C. C.), rellotger anglès, Londres, rellotges de butxaca
- Johan Zeller (1701–1778), rellotger suís, Basilea, rellotges de nit.
- Anders Polhammar (1705–1767), rellotger suec, Stjärnsund.
- John Ellicott d. J. (1706–1772), inventor i rellotger anglès, Londres, rellotger de la cort, cpèndol compensat.
- Jacques de Vaucanson (1709–1782), rellotger francès, Paris, rellotges d'autòmat.
- Pierre-Joseph de Rivaz (1711–1772), rellotger suís, París, un rellotge anual.
- Justin Vulliamy (1712–1797), rellotger anglès, London, rellotge de pèndola de precisió.
- Leopold Hoys (1713–1797), rellotger alemany, Bamberg,
- John Whitehurst (1713–1788), rellotger anglès, Derby.
- Jean Romilly (1714–1796), rellotger suís, Paris, rellotge de butxaca.
- Jean François Poncet (1714–1804), rellotger suís d'origen francès, rellotger de la cort a Dresden i director del Grünes Gewölbe.
- Jean-Baptiste Dutertre (1715–1742), rellotger francès, doble escapament.
- Joseph Möllinger (1715–1772), rellotger alemany, Frankenthal, mecànic, constructor de pianos i mestre, rellotger de la cort de Zweibrücken.
- Thomas Mudge (1715–1794), rellotger anglès, London. Inventor de la palanca lliure d'escapement.
- Pierre Le Roy (1717–1785), rellotger francès, París, cronòmetre nàutic.
- Joseph Gallmeyr (1717–1790), rellotger alemany, Múnic, rellotger i mecànic de la cort.
- Johann Albert Roetig (1718–1787), rellotger alemany, Hachenburg.
- Larcum Kendall (1719–1790), rellotger britànic, London, cronòmetre nàutic.
- Jean André Lepaute (1720–1789), rellotger reial francès, París.
- Jean Antoine Lépine (1720–1814), rellotger francès, París, Lépine vàlua, rellotge de butxaca.
- Friedrich Möllinger (1720 o 1726–1767), rellotger alemany, Mannheim, rellotger de la cort.
- Pierre Jaquet-Droz (1721–1790), rellotger suís, La Chaux-de-Fonds.
- James Cox (1723?–1800), rellotger anglès, Londres, màquines, rellotges d'exportació.
- Daniel va Batre Ludwig Funk (1726–1787), rellotger suís, Berna, pèndoles.
- David Ruetschmann (Pare David un Sancto Cajetano) (1726–1796), rellotger i mecànic, Viena, rellotge astronòmic.
- Jean Baptiste Lepaute, (1727–1802), rellotger reial francès, París.
- Willem Snellen (1727–1791), rellotger holandès, Dordrecht, rellotge astronòmic, cronòmetre nàutic.
- Ferdinand Berthoud (1727–1807), autor i rellotger suís, Paris, cronòmetre nàutic.
- Pater Aurelianus Un San Daniele (1728–1782), German Augustine frare, Turíngia, rellotge astronòmic de caixa alta.
- Sebastian Baumann (1729–1805), rellotger alemany, Friedberg, rellotge de transport.
- Louis Berthoud (1729–1807) fabricant de cronòmetre suís, París.
- Abraham-Louis Perrelet (1729–1826), rellotger suís, Le Locle, rellotge de butxaca.
- Pierre-Augustin Caron de Beaumarchais (1732–1799), emprenedor francès i escriptor, París, doble escapament.
- Alexander Cumming (1733–1814), (C. C.), rellotger anglès, matemàtic i mecànic, Londres.
- Iwan Petrowitsch Kulibin (1735–1818), rellotger rus i inventor, Nijni Nóvgorod, va fer un rellotge automàtic per Caterina II de Rússia.
- Franz Jacob Braun (1735–1813), rellotger alemany, Eberbach, manyà i rellotger.
- John Arnold (1736–1799), (C. C.), rellotger anglès, London, cronòmetre nàutic.
- Jacob Kock (1737–1805), rellotger suec de la cort de Gustau III de Suècia, Estocolm, rellotge de càrtel.
- Philipp Gottfried Schaudt (1739–1809), German schoolmaster i mecànic, Onstmettingen, rellotge astronòmic.
- Philipp Matthäus Hahn (1739–1790), pastor alemany, enginyer i inventor.
- Johannes Möllinger (1739–1815), rellotger alemany, Fischbach, Kaiserslautern, rellotger de la cort.
- Mette Magrete Tvistman (1741–1827), rellotger danès.
- Robert Robin (1742–1799), rellotger francès, París, rellotger de la cort, rellotge de butxaca, pèndoles.
- Hilaire Bassereau (?–1806), rellotger francès, París, rellotger de la cort.
- John Grant (?–1810), rellotger anglès, London, cronòmetre.
- Jean-Moïse Pouzait (1743–1793), inventor i rellotger suís, Ginebra, palanca d'escapament.
- Jacques-Frédéric Houriet (1743–1830), rellotger suís, Le Locle, rellotge de butxaca, Tourbillon.[4]
- Jules Jürgensen (1745–1811), fabricant i rellotger danès, Le Locle, rellotge de butxaca, rellotge de caixa alta.
- Peter Kinzing (1745–1816), rellotger i mecànic alemany.
- Daniel Möllinger (1746–1794), rellotger alemany, Heidelberg, fabricant de rellotges de la ciutat.
- Thomas Reid (rellotger) (1746–1831), rellotger anglès, Edimburg, deck rellotge.
- Jean-Frédéric Leschot (1747–1824), rellotger suís, Ginebra, androides
- Benjamin Vulliamy (1747–1811), rellotger anglès de la cort de Jordi III del Regne Unit, Londres, rellotge de pèndol de precisió, rellotge de butxaca, cronòmetre de butxaca.
- Abraham Louis Breguet (1747–1823), mecànic i rellotger suís, tourbillon, ressort regulador.
- John Brockbank (1747-1806), fabricant de cronòmetres anglès, Londres, rellotge de butxaca i cronòmetre nàutic.
- George Margetts (1748–1808), fabricant de cronòmetrea anglès, Londres, rellotge de butxaca i cronòmetre nàutic.
- James McCabe (1748–1811), rellotger anglès, London, rellotge de butxaca.
- Thaddäus Rinderle (1748–1824), rellotger i matemàtic alemany, Friburg, eines de rellotgeria.
- Hubert Sarton (1748–1828), rellotger belga, Lüttich, pèndoles, rellotge de butxaca automàtic.
- Frédéric Japy (1749–1813), fabricant i rellotger francès, Beaucourt, ébauche.
- Johann Gottfried Sechting (1749–1814), rellotger alemany, estudiant de Hahn, rellotge astronòmic.
- Thomas Earnshaw (1749–1829), fabricant anglès de cronòmetres i rellotges, Londres, cronòmetre nàutic.
- Antoine Tavan (1749–1836), rellotger suís, Ginebra, Präzisionstaschenuhren.

### 1750–1800

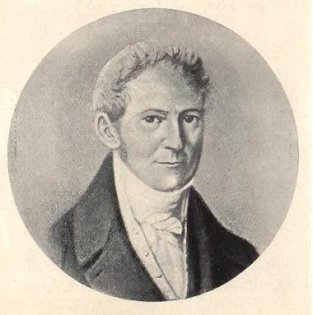
Frédéric-Louis Favre-Bulle (1770–1849)

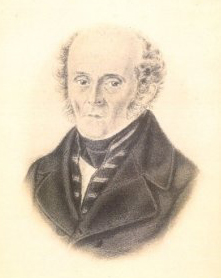
David Henri Grandjean (1774–1845)

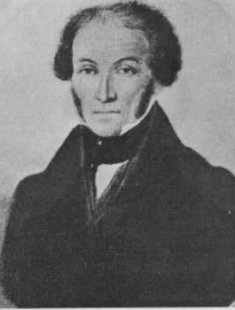
Louis Benjamin Audemars (1782–1833)

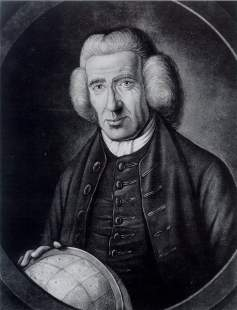
James Ferguson Cole (1798–1880)

- Johann Anton Roetig (1750-1800), rellotger alemany, Hachenburg.
- Paul Philipp Barraud (1750-1820), (C. <span typeof="mw:Entity" id="mwAz4">&nbsp;</span> C.), rellotger anglès, Londres, cronòmetre.
- Georg Matthias Burger (1750-1825), místic alemany, Nürnberg rellotge solar, globus mecànics terrestres i celestes.
- Antide Janvier (1751-1835), rellotger francès, París, rellotge astronòmic.
- Johann Peter Stahlschmidt (1751-1833), rellotger alemany, Freudenberg, rellotges de l'avi.
- Alexius Johann (1753-1826), enginyer alemany de rellotges astronòmics.
- Simon Willard, (1753-1848), rellotger americà, Boston, rellotge-banjo.
- Pierre Louis Berthoud (1754-1813), rellotger francès, París, cronòmetre, rellotges de butxaca.
- Elias Möllinger (1754-1799), rellotger alemany, Neustadt.
- Christian Möllinger (1754-1826), rellotger i autor alemany, Berlín, rellotger principal de la cort, rellotges de pèndol.
- Theobald Schmitt (1756-1835), rellotger i ferrer alemany, Lindenfels-Odenwald.
- Louis Courvoisier (1758-1832), rellotger suís, La Chaux-de-Fonds, rellotge de butxaca i pèndols.
- Johann Christoph Schuster (1759-1823), rellotger alemany, inventor d'una calculadora.
- Levi Hutchins (1761-1855), rellotger nord-americà Concord (Nou Hampshire), inventor del despertador.
- Philipp Fertbaur (1763-1820), rellotger austríac, Viena, Laterndluhr.
- Philipp Happacher (? –1843), rellotger austríac de Viena amb rellotge de pèndol de precisió.
- William Anthony (ca. 1764-1844), rellotger anglès, Londres, rellotges de butxaca per al mercat xinès.
- Baptista Johann (1765-1826), enginyer alemany, rellotges astronòmics.
- Jacob Auch (1765-1842), rellotger sud-alemany, Weimar, estudiant de Philipp Matthäus Hahn, rellotger de la cort.
- Justus Jacob Hespe (1765-1842), rellotger, mecànic i inventor alemany de Hannover, màquina motriu de tres rodes.
- Louis Moinet (1768-1853), rellotger, escultor i pintor francès, París, cronògraf, rellotges.
- John Roger Arnold (1769-1843), (C. <span typeof="mw:Entity" id="mwA5A">&nbsp;</span> C.), cronòleg anglès, Londres, cronòmetre marí i de butxaca.
- Joseph Geist (c. 1770-1824), rellotger austríac, Graz, primer productor austríac de rellotges.
- Frédéric-Louis Favre-Bulle (1770-1849), fabricant de cronòmetres suís, Le Locle, cronòmetre nàutic, tourbillon.
- Willam Congreve (1772-1828), jurista i tècnic anglès, Londres, rellotge de bola rodada.
- Jean Francois Bautte (1772-1837), rellotger suís de Ginebra, rellotges de butxaca molt prims.
- Eli Terry (1772–1852), fabricant i rellotger americà, Connecticut, introducció de la producció massiva a la fabricació de rellotges.
- David Henri Grandjean (1774-1845), rellotger suís Le Locle, rellotge de butxaca complicat.
- John Bliss (1775-1857) fabricant de cronòmetres americans, Nova York, cronòmetre nàutic.
- Jean-Baptiste Schwilgué (1776-1856), rellotger francès de Straßburg, restaurador de la rellotgeria del rellotge astronòmic de la Straßburger Münster.
- Urban Jürgensen (1776-1830), rellotger danès, Copenhaguen, rellotge de coberta, tourbillon.
- Philipp Schmitt (1777-1827), rellotger alemany Lindenfels.
- William Frodsham (1779-1850), fabricant de rellotges i cronòmetres anglesos, Londres, cronòmetre.
- John Barwise (1780 o 1790-1842), fabricant anglès de rellotges i cronòmetres.
- Josef Kossek (1780-1858), rellotger txec, Praga, rellotge de pèndol de precisió.
- Benjamin Louis Vulliamy (1780-1854), (C. <span typeof="mw:Entity" id="mwA9I">&nbsp;</span> C.), rellotger anglès, torreta, rellotges, rellotger de la cort.
- Johann Kessels (1781-1849), fabricant de cronòmetre alemany-danès, Altona, cronòmetre nàutic i rellotge de coberta.
- Louis Benjamin Audemars (1782-1833), rellotger i fabricant suís Le Brassus.
- Josef Božek (1782-1835), inventor i rellotger txec, Praga, rellotge de pèndol de precisió.
- Friedrich Wilhelm Roetig (1782-1861), rellotger alemany, Hachenburg.
- Johann Christian Friedrich Gutkaes sen. (1785-1845), Dresden, rellotger reial de la cort.
- Seth Thomas (1785-1859), fabricant i rellotger americà de Connecticut, Seth Thomas Clocks.
- Jean-Francois Motel (1786-1857), fabricant de cronòmetres francesos, París, cronòmetre nàutic.
- Ephraim Downes (1787-1860), rellotger americà, Connecticut, rellotge de fusta.
- Peter Friedrich Ingold (també: Piere Ingold) (1787-1878), rellotger i fabricant suís, La Chaux-de-Fonds / Boston, rellotge de butxaca, eines (Ingold-Fräse).
- François Constantin (1788-1854), empresari suís, Ginebra, Vacheron Constantin.
- Edward John Dent (1790-1853), rellotger anglès, Londres, rellotge de butxaca, cronòmetre nàutic.
- Jean Jacob (1793-1871), rellotger francès, París, cronòmetre, rellotge de caixa alta.
- Chauncey Jerome (1793-1868), rellotger americà, Connecticut, New Haven Clock Co.
- Christian Friedrich Tiede (1794-1877), rellotger alemany, Berlín, cronòmetre nàutic.
- Carl Suchy, (1796-1866), productor de rellotges bohemis, Praga, rellotges de pèndol, kuk Hoflieferant.
- Edouard Bovet (1797-1849), rellotger i empresari suís, marca de la marca Bovet.
- James Ferguson Cole (1798-1880), rellotger anglès, Londres, rellotge de butxaca, rellotge de coberta.
- Johann Mannhardt (1798-1878), fabricant alemany de rellotges de torretes, Múnic, Mannhardt-Escapement, rellotge de torreta Münchner Frauenkirche.
- Joseph Saxton (1799-1873), rellotger americà, inventor i fabricant d'instruments, Filadèlfia.
- Joseph Thaddäus Winnerl (1799-1886), rellotger austríac, París, cronòmetre nàutic.
- Franz Baumann (abans de 1800, després de 1852), fabricant austríac de rellotges i cronòmetres, Viena, rellotger de la cort, tourbillon .

## 1800–1900

### 1800–1850

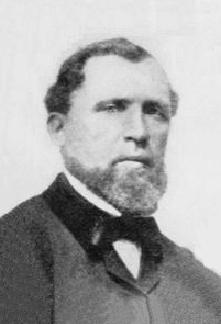
Louis-Victor Baume (1817-1887)

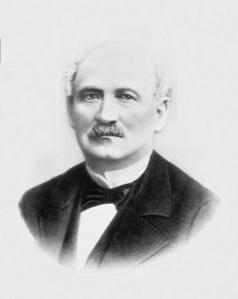
Pierre-Joseph Celestin Baume

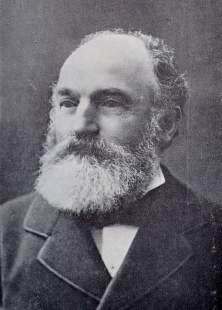
Onésime Dumas (1824-1889)

- William Frederick Rippon (?–1827), (C. C.), rellotger anglès, Londres, el Rellotge Gran de Westminster.
- Louis-Gabriel Brocot (1800–1860), fabricant de rellotges francès, París, Brocot-Hemmung.
- James Eiffe (1800–1880), fabricant de cronòmetres anglès, compensació per error de temperatura secundària.
- Georges Auguste Leschot (1800–1884), inventor i rellotger suís, Ginebra, Vacheron Constantin.
- Jean-Célanis Lutz (1800–1863), rellotger suís, hardening d'espirals d'acer.
- Edward Previ (1800–1868), rellotger anglès, London, rellotge de butxaca pel mercat turc.
- Jean Paul Garnier (1801–1869), rellotger francès, París, rellotges elèctrics.
- Carl August von Steinheil (1801–1870), físic i astrònom alemany, Múnic, primer rellotge elèctric.
- Jules Sueur (1801–1867), rellotger suís, astrònom i inventor, Ginebra, aimplementació de la teoria astronòmica del temps.
- Charles Klaftenberger (1802–1874), fabricant de cronòmetres anglès, Londres.
- George Airy (1802–1892), director i astrònom anglès de l'Observatori Reial de Greenwich.
- Andreas Hohwü (1803–1885), fabricant de cronòmetres holandès, Amsterdam, rellotge astronòmic.
- Charles Antoine LeCoultre (1803–1881), rellotger suís, Le Sentier, Jaeger-LeCoultre.
- Louis Clément François Breguet (1804–1883), rellotger francès, París, rellotge central de Lyon, rellotge de forquilla.
- Achille Hubert Benoit (1804–1895), rellotger francès, Versalles, director de la fàbrica reial, director de l'escola de rellotgeria de Cluses.
- Lorenz Bob (1805–1878), rellotger alemany, Furtwangen, Selva Negra.
- Carl Theodor Wagner (1805–1885), mestre rellotger i emprenedor alemany, Wiesbaden.
- Auguste-Lucien Vérité (1806–1887), rellotger francès, Beauvais, rellotge astronòmic.
- Friedrich Adolph Nobert (1806–1881), òptic i mecànic alemany, Barth.
- Johann Carl Rahsskopff (1806–1886), rellotger i mecànic alemany, Koblenz, rellotges amb engranatges de cuc.
- Lorenz Furtwängler (1807–?), rellotger i fabricant alemany, Furtwangen, rellotges de paret.
- Michael Welte (1807–1880), fabricant de rellotges musicals alemany, Friburg de Brisgòvia, M. Welte & Fills Co., Schwarzwald.
- Jules Frederik Jürgensen (1808–1877), rellotger i fabricant de cronòmetres danès, Le Locle, deck rellotge.
- Charles Frodsham (1810–1871), fabricant de rellotges i cronòmetres anglès fabricant, Londres, cronòmetre, tourbillon.
- Frédéric-William Dubois (1811–1869), fabricant de cronòmetres suís, Le Locle, rellotge astronòmic de pèndol.
- Alexander Bain (1811–1877), inventor i rellotger escocès. Glasgow.
- Johann més Dur (1811–1888), pagès i tinker alemany, inventor del rellotge anual aproximadament el 1875.
- Johann Weule (1811–1897), rellotger alemany, Harz, Turmuhren.
- Antoni Norbert Patek (1811–1877), pioner polonès dins la rellotgeria, creador de Patek Philippe & Co
- Eduard Eppner (1812–1887), rellotger alemany, Halle/Lähn, rellotge de butxaca, Turmuhren.
- Aaron Lufkin Dennison (1812–1895), rellotger americà, Maine, EUA. Waltham Empresa de rellotge. Rellotge de butxaca.
- Georg Friedrich Roskopf (1813–1889), rellotger alemany, La Chaux-de-Fonds, escapament Roskopf.
- Matthäus Hipp (1813–1893), rellotger alemany, Bern, rellotge de pèndol de precisió elèctric.
- Edward Howard (1813–1904), fabricant i rellotger americà, Waltham Empresa de Rellotge, rellotge de butxaca.
- Friedrich Emil Roetig (1814–1863), rellotger alemany, Hachenburg, Taleruhr.
- Romuald Božek (1814–1899), inventor i rellotger txec, Praga.
- Ferdinand Adolph Lange (1815–1875), rellotger i emprenedor alemany, Glashütte.
- Adrien Philippe (1815–1894), rellotger francès, Paris, Patek Philippe.
- Johann Baptist Beha (1815–1898), rellotger alemany, Eisenbach, rellotge de cucut Black Forest.
- Edward Daniel Johnson (1816–1889), (C. C.), rellotger anglès, London, cronòmetre, company de la Royal Society.
- Claudius Saunier (1816–1896), mestre i rellotger francès, París.
- Edmand Denison (1816–1905), arquitecte i advocat anglès, Nottinghamshire, enginyer del rellotge de torreta del Big Ben.
- Auguste Grether (1817–1897), rellotger suís, Le Locle, tourbillon.
- Friedrich Krille (1817–1863), fabricant de cronòmetres alemany, Altona, cronòmetre nàutic, rellotge de pèndol de la precisió.
- Achille Brocot (1817–1878), rellotger francès, París, millora de l'escapament Brocot.
- Auguste Grether (1817–1879), rellotger suís, Les Ponts-de-Martel, cronòmetre ebauches, tourbillon.
- Louis-Victor Baume (1817–1887), fabricant de rellotges suís, Bern, Baume & Mercier.
- Edward Thomas Loseby (1817–1890), rellotger anglès, Londres, cronòmetre nàutic.
- Antoine Redier (1817–1892), rellotger francès, París, Wecker, rellotges, instruments científics.
- Charles Edouard Jacot (1817–1897), rellotger suís, Le Locle, c. 1830 Nova York, Duplexhemmung Xinès.
- John Poole (1818–1867), rellotger anglès, Londres, cronòmetre.
- Charles Fasoldt (1818–1898), rellotger americà, Albany, cronòmetre, Fasoldt-Hemmung, ajustament.
- Christian Reithmann (1818–1909), inventor i rellotger alemany. Màquines, lliure escapement, four stroke motor.
- Johannes Bürk (1819–1872), rellotger i emprenedor alemany, Villingen-Schwenningen. Fundador de l'empresa de rellotges Bürk.
- Gustav Eduard Becker (1819–1885), rellotger alemany de Silèsia, fundador de l'empresa de rellotges Gustav Becker.
- Eduard Phillips (1821–1889), matemàtic francès, Paris, ajustament de precisió, compensació d'equilibri de rodes.
- Johann Ignaz Fuchs (1821–1893), mecànic i rellotger alemany, Bernburg, Turmuhren.
- Betty Linderoth (1822–1900), rellotger i mecànic suec.
- Thomas Mercer (1822–1900), rellotger anglès, Londres, cronòmetre.
- Erhard Junghans (1823–1870), rellotger alemany, Schramberg, fundador de la marca Junghans.
- Ulysse Nardin (1823–1876), rellotger suís, Le Locle, cronòmetre.
- Henri Robert Ekegrèn (1823–1896), rellotger danès, Ginebra, Urbà Jürgensen, cronòmetre.
- Onésime Dumas (1824–1889), fabricant de cronòmetres francès, Sant-Nicolas-d'Aliermont, cronòmetre.
- Victor Kullberg (1824–1890), fabricant de cronòmetre suec, Londres, cronòmetre.
- Johann Andreas Ludwig Teubner (1825–1907), rellotger de la cort, Dresden, creador del segon Cinc-Minuts-Rellotge del Semperoper.
- Karl Moritz Großmann (1826–1885), rellotger alemany, Glashütte, cronòmetre nàutic, rellotge de precisió.
- Hans Jess Martes (1826–1892), autor i rellotger alemany, cap de l'escola de rellotgeria Badischen Furtwangen.
- Julius Assmann (1827–1886) rellotger i productor de rellotges, Glashütte, cronòmetre i deck rellotge.
- Bonaventura Eijsbouts (1827–1920), rellotger holandès, Asten, fabricant del rellotge de torre del Reial Eijsbouts.
- Julius Grossmann (1829–1907), rellotger alemany, director de l'escola de rellotgeria de Le Locle.
- Juny de Pastor del Charles (1830–1905), rellotger i enginyer anglès, va fer el rellotge de porta de l'Observatori de Greenwich.
- Maurice Ditisheim (1831–1899), rellotger i emprenedor suís, a La Chaux-de-Fonds, Vulcain.
- Alexis Favre (1832–1908), rellotger suís, Ginebra. Famós Regleur.
- Albert Pellaton-Favre (1832–1914), rellotger suís, tourbillon-cronòmetre.
- Hilda Petrini (1838–1895), primera dona rellotgera sueca, Estocolm, cronòmetre.
- Karl Julius Späth (1838–1919), tinker alemany, Steinmauern, rellotge astronòmic.
- Wilhelm Ehrlich (1839–1894), rellotger alemany, Bremerhaven, cronòmetre nàutic.
- Edouard Heuer (1840–1892), rellotger suís, Biel. Heuer.
- Charles-Auguste Paillard (1840–1895), rellotger suís, aliatge de pal·ladi per hairsprings.
- Heinrich Zilliken (1841–1900), rellotger alemany, Münstermaifelder Turmuhrenfabrik Turmuhrbau.
- Florentine Ariosto Jones (1841–1916), rellotger i emprenedor americà, Schaffhausen, fundador de l'International Watch Company.
- Eduard Kummer (1845–?), fundador i rellotger suís d'Ed. Kummer AG.
- Johannes Dürrstein (1845–1901), rellotger alemany, Glashütte, fundador de Glashütter Uhrenfabrik "Unió" (1893–1926).
- Richard Lange (1845–1932), rellotger i emprenedor alemany, Glashütte, Un. Lange & Söhne.
- Sigmand Riefler (1847–1912), rellotger alemany, Múnic, Riefler rellotges de pèndol de la precisió.
- Webster Clay Pilota (1847–1922), joier i rellotger americà, Cleveland, cronòmetre de ferrocarril, Hamilton Watch Company.
- Henri Lioret (1848–1938), inventor i rellotger francès, París, autòmats, primers enregistraments d'àudio útils.

### 1850–1900

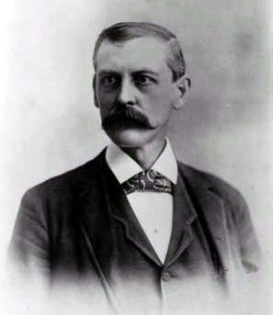
Harlow E. Bundy (1856–?)

- Joseph "Joe" Koen (1859-1944), rellotger i joier rus, nascut a Vílnius, va emigrar a Austin, Texas. Koen va fundar Joe Koen & Son Jewelers el 1883 - la joieria més antiga de propietat independent de Texas.
- Carl Ranch (c. 1900), fabricant de cronòmetres danès.
- Albert Favarger (1851–1931), rellotger nord-americà Neuchâtel, rellotge d'esclaus elèctrics
- Richard Bürk (1851–1934), empresari alemany, Villingen-Schwenningen . Württembergische Uhrenfabrik Bürk.
- Arthur Junghans (1852–1920), rellotger alemany, Schramberg, fundador de Junghans.
- Curt Dietzschold (1852–1922), enginyer, rellotger i professor alemany, director de l'Escola de rellotgeria Karlstein ad Th. (Àustria).
- Gustav Speckhart (1852–1919), rellotger alemany de la cort, inventor i col·leccionista de rellotges, Nuremberg.
- Ludwig Strasser (1853–1917), rellotger alemany, Glashütte, rellotges de pèndol de precisió, Escola de rellotgeria alemanya Strasser i Rohde.
- Wilhelm Schultz (1854–1921), rellotger i rector alemany, Stuttgart / Berlín, rellotge de calendari alemany.
- Paul David Nardin (1855–1920), rellotger suís i Regleur, Le Locle.
- Josef Nicolaus (1855-1923), fabricant austríac de cronòmetres, Viena, rellotge de sobretaula.
- Harlow E. Bundy (1856–1916), rellotger americà, Auburn, Nova York, producció massiva, Bundy Manufacturing Company.
- Richard Gläser (1856–1928), rellotger alemany, Glashütte, rellotge de butxaca.
- Henning Hammarlund (1857–1922), productora sueca de rellotges, Svängsta, Halda.
- Paul Berner (1858–1942), rellotger i professor suís, director durant molt de temps de l'Escola de rellotgeria de La Chaux-de-Fonds.
- Bahne Bonniksen (1859-1935), rellotgera danesa, Londres, <i id="mwBh4">Tourbillon</i>.
- Hermann Goertz (1862–1944), rellotger alemany, Glashütte, rellotge de pèndol de precisió.
- Hugo Müller (1863–1943), rellotger alemany, Glashütte.
- Carl Friedrich Bucherer (? –1933), rellotger suís, Lucerna, fundador de Carl F. Bucherer.
- Jens Jensen (1865-1933), rellotger alemany, Glashütte, guàrdia del pont.
- Ludwig Trapp (1865–1949), rellotger alemany, Glashütte, rellotges de pèndol de precisió.
- Max Richter (1866–1922), rellotger alemany, Glashütte, rellotges de pèndol de precisió.
- Paul Ditisheim (1868–1945), rellotger suís de La Chaux-de-Fonds, rellotge de butxaca i cronòmetre nàutic.
- Richard Griesbach (1868–1948) rellotger alemany, Glashütte, compensador de balanç de rodes del cronòmetre nàutic.
- Alfred Jaccard (? –1953), fabricant de cronògrafs suís, Besançon.
- Bruno Hillmann (1869–1928), rellotger alemany, Zúric. Primer rellotge de corretga.
- Georges Louis Ruedin (1870–1935), productor suís de rellotges, Berner Jura, director de la Société Horlogère Reconvilier.
- Jens Olsen (1872–1945), rellotger danès, Ribe, rellotge astronòmic del món a Copenhaguen.
- Jämes Pellaton (1873–1954), rellotger suís, Le Locle, tourbillon.
- Louis Cartier (1875–1942), rellotger francès, París, marca de rellotges Cartier.
- Rudolf Flume (um 1880), rellotger alemany, Berlín, Flume-Werksucher.
- Jules Haag (1882–1953), matemàtic, Besançon, Isocronisme.
- Georges Schaeren (1882–1958), rellotger suís, Biel, Mido SA.
- William Hamilton Shortt (1882–1971), rellotger anglès, Londres, rellotge de Shortt.
- Léon Hatot (1883–1953), rellotger i joier francès, Besançon, cofundador de la societat cronomètrica de França, Léon Hatot.
- Karl W. Höhnel (1885–1936), rellotger alemany, Glashütte, rellotges de pèndol de precisió .
- Gustav Gerstenberger (1886–1983), fabricant de regadistes i cronòmetres alemany, Glashütte, cronòmetre marí, rellotge de coberta.
- Alfred Helwig (1886–1974), rellotger alemany, Glashütte, tourbillon.
- Louis Zimmer (1888-1970), rellotger belga de Lier, rellotge astronòmic a Lier, torre de Zimmer.
- André Bornand (1892–1967), rellotger suís, Ginebra. professor de l'escola de rellotgeria Ginebra .
- Reinhard Straumann (1892–1967), enginyer suís, cronometrador de rellotges, Nivarox.
- John Harwood (1893–1965), inventor i rellotger anglès, rellotge automàtic de polsera, marca de rellotges Fortis.
- Rasmus Sørnes (1893–1967), tècnic i rellotgista noruec de la ràdio Sola, rellotge astronòmic.
- Paul Behrens (1893–1984), rellotger alemany, Lübeck, rellotge astronòmic.
- Marius Lavet (1894–1980), rellotger francès, París, ATO-Uhren, motor pas a pas de Lavet.
- Georges Henri Ruedin (1895–1953), rellotger suís, Bassecourt, Georges Ruedin SA.
- Adolf Scheibe (1895–1958), metge alemany, Berlín, enginyer del rellotge de quars.
- Albert Pellaton (1898–1966), rellotger suís, Schaffhausen, sistema de bobinatge Pellaton per a rellotges automàtics.

## 1900–2000's
- Udo Adelsberger (1904–1992), metge alemany, Königsberg, desenvolupador del rellotge de quars.
- Kamiel Festraets (1904–1974), rellotger flamenc, Sint-Truiden, rellotge astronòmic de Sint-Truiden.
- Horst Landrock (1904–1990) rellotger i col·leccionista alemany, Zittau, Sammlung Landrock.
- Hans Apel (1905–1958), fabricant de rellotges i cronòmetres alemany, Glashütte, estudiant d' Alfred Helwig.
- Fred Lip (1905–1996), productor francès de rellotges i màquines, Besançon, Lip.
- Walter Storz (1906–1974), mestre rellotger alemany, Hornberg, fundador de la companyia de rellotges Stowa.
- Georg Abeler (1906–1981), rellotger alemany, Wuppertal, fundador de Wuppertaler Uhrenmuseum.
- Henry Fried (1907–1996), rellotger americà, Nova York.
- Hans Jendritzki (1907–1996), rellotger alemany, Hamburg.
- August Spetzler (1911–2010), rellotger alemany, Nürnberg, estudiant d' Alfred Helwig, tourbillon.
- Karl Geitz (1913–2008), rellotger alemany, professor, fundador de l'escola de rellotgeria Hessiana.
- Max Hetzel (nascut el 1921), metge suís, Biel,Bulova Accutron.
- Hans Lang (1924-2013), rellotger alemany, rellotges astronòmics.
- George Daniels (1926–2011), (C. <span typeof="mw:Entity" id="mwBvo">&nbsp;</span> C.), rellotger anglès, Mestre de la Worshipful Company of Clockmakers.
- Richard Mühe (1929–2009), rellotger alemany, Furtwangen, president de la Societat alemanya de cronometratge (1981 a 1999).
- Richard Daners (nascut el 1930), rellotger alemany, treballa per a Gübelin.
- Martin Burgess (nascut el 1931), (FBHI), rellotger i autor anglès, rellotge escultòric, rellotge Gurney.
- Wolfgang Hilberg (nascut el 1932), enginyer i professor d'electrònica, inventor del rellotge radiocontrolat.
- Jürgen Abeler (1933–2010), col·leccionista d'art alemany, rellotger, orfebre i gemmòleg.
- Kurt Klaus (nascut el 1934), rellotger suís, enginyer de la CBI, calendari perpetu amb indicació de quatre dígits.
- Roger Dubuis (nascut el 1938), rellotger suís, Roger Dubuis SA.
- Derek Pratt (1938–2009), rellotger anglès, amb col·laboració amb Urban Jürgensen SA.
- Anthony G. Randall (nascut el 1938), rellotger anglès, enginyer del Doble Eix- Tourbillon.
- Reinhard Meis (nascut el 1940), rellotger i autor alemany.
- Svend Andersen (nascut el 1942), (AHCI), rellotger danès, cofundador de la (AHCI) .
- Vincent Calabrese (nascut el 1944), (AHCI), rellotger italià, cofundador del (AHCI), "Golden Bridge" de Corum, Universal Genève .
- Daniel Roth (nascut el 1945), rellotger suís, Daniel Roth SA (amb l'empresa Bulgari des del 2000).
- Edmond Capt (nascut el 1946), rellotger suís, director general de Frédéric Piguet i Nouvelle Lémania, enginyer Mouvement Valjoux 7750.
- Philippe Dufour (nascut el 1948), (AHCI), rellotger suís.
- Paul Gerber (nascut el 1950), (AHCI), rellotger suís de Zúric.
- Michel Parmigiani (nascut el 1950), rellotger suís. Parmigiani.
- Jean-Pierre Musy (nascut el 1951), rellotger suís, responsable de R + D a Patek Philippe.
- Ludwig Oechslin (nascut el 1952), enginyer de rellotge italià, La Chaux-de-Fonds, antic director del Museu Internacional d'Orologia.
- Russell A. Powell (nascut el 1954), rellotger de Patek Philippe, nascut als Estats Units.
- Antoine Preziuso (nascut el 1957), ((AHCI)), rellotger suís, Patek Philippe, Antiquorum, tourbillon.
- Franck Muller (nascut el 1958), rellotger suís, Genthod, Franck Muller SA.
- Christophe Claret (nascut el 1962), rellotger suís, Christophe Claret SA.
- Beat Haldimann (nascut el 1964), (AHCI), rellotger suís, doble regulador, tourbillon.
- Giulio Papi (nascut el 1965), rellotger suís, antic Renaud & Papi SA, avui Audemars Piguet.
- Thomas Prescher (nascut el 1966), (AHCI), rellotger alemany, Triple-Achs-Tourbillon.
- Andreas Strehler (nascut el 1971), (AHCI), rellotger suís, Pendule Sympathique, fase lunar, complicació (horologia).
- Konstantin Jurjewitsch Tschaikin (nascut el 1975), (AHCI), rellotger rus de Sant Petersburg, rellotges de bracet i taula amb complicacions.
- Valerii Danevych (nascut el 1968), (AHCI), rellotger ucraïnès, va crear el primer tourbillon volador de fusta mundial.
- Yoshikazu Akahane (mort el 1999), enginyer japonès, creador del moviment mecànic de Spring Drive de Seiko regulat per un oscil·lador de quars en lloc d'una escapament tradicional.
- Roberto Bertotti (nascut el 1967), rellotger italià, arreglant la majoria dels rellotges, rellotges, cronòmetres, rellotges de pèndol, etc. Taller a Rovereto, Itàlia.
- Masahiro Kikuno (nascut el 1983), (AHCI), rellotger japonès, va crear el primer rellotge de polsera amb una complicació japonesa
- Andrzej Trojanowski (nascut el 1979), rellotger independent independent de Varsòvia, Polònia.